# Каллист (Макрис)
Ка́ллист Макри́с (греч. Κάλλιστος Μακρῆς; ум. 12 сентября 1986, Афины) — основатель греческой старостильной юрисдикции «Греческая Церковь Истинно-Православных Христиан» с титулом митрополит Коринфский.

## Биография
Был пострижен в монашество и состоял в братии монастыря Св. Архистратигов в Афикиях Коринфских в юрисдикции архиепископа Матфея (Карпафакиса).
Будучи митрополитом Коринфским во флоринитском синоде ИПЦ Греции, в 1979 году вместе с митрополитом Мегарским Антонием (Фанасисом) неожиданно, без ведома Архиепископа и Синода, с 20 по 23 февраля рукоположили восемь новых епископов (в числе которых митрополиты Оропосский Киприан (Куцумбас), Магнезийский Максим (Цицбакос), Ахайский Каллиник (Сарандопулос), Инойский Матфей (Лангис), Аиолийский Герман (Афанасиу), Пентапольский Каллиопий (Яннакопулос), Додеканийский Каллиник (Карафиллакис), Консский Меркурий (Калоскамис)). О своих действиях они проинформировали архиепископа только 27 февраля, желая «заручиться его поддержкой».
Низложив архиепископа Авксентия (Пастраса), они регистрируют религиозную организацию «Греческая Церковь Истинно-Православных Христиан» и составляет свой собственный Синод. Новый Синод в 1980 году установил общение с румынскими старостильниками (Синодом митрополита Гликерия), а также основали новую епархию на острове Сардиния во главе с новорукоположенным епископом Иоанном (Баскио), получившим титул митрополита Сардинского, экзарха Италии.
В 1983 году митрополит Каллист ушёл из образованного им Синода и подал прошение, чтобы его приняли назад в Матфеевский Синод, но ему ответили, что его примут только как монаха. В том же году митрополит Максим (Цицбакос) и ещё двое епископов вернулись в синод «флоринитов». В 1984 году ещё четверо епископов во главе с епископом Антонием объединились с группой Геронтия Пирейского. Митрополит Оропосский Киприан (Куцумбас) и Сардинский Иоанн (Баскио) образовали новый «Синод противостоящих».
Скончался 12 сентября 1986 году в одиночестве, не оставив последователей.